# Торлак (област)
Торлачка област се налази на територији општине Књажевац. Торлак је назив за становника староседеоца на подручју књажевачке општине, О овом имену постоје разна објашњења. Неки сматрају да долази од речи тор, то јест да је везано за сточарско занимање.
Вероватније је да је Торлак конструкт који долази од речи tor („прегача”), која се и данас користи у персијском. У питању је термин за младе бекташије који су увођени у тајне реда. То потврђују и европски путописци, који су забележили фразу „Torlacis, monachi Turcici”. Како су дервиши временом стекли веома негативну репутацију, то је та реч попримила негативне конотације, па тако и у бугарском и румунском језику она означава пијанца, пропалицу, скитницу, необразованог човека и сл. С обзиром да је Пирот био значајно дервишко средиште (у османским изворима зато познат као Шехиркој, од şeyhler köyü — „село шејхова”), чини се да одавде потиче овај погрдни термин, а то потврђује и картографски материјал (који смешта имагинарну планину Тори, која је повремено изједначена са Старом планином, на простор између Беле Паланке и Пирота).
Вук Караџић је мишљења да је Торлак човек који нити говори чисто српски, нити чисто бугарски. Поред назива „Торлаци”, у употреби је и термин „Тимочани”.
Последњих година лингвистичка наука говор шире области Тимока назива торлачким говором. Термин „торлачки говор” у српској лингвистици односи се на тимочки говор српског језика, а на листи Унеска на призренско-тимочке говоре. Будуће да је веома удаљен од стандардног говора српског језика, торлачки говор је у фази нестајања, под утицајем медија, образовања и миграција становништва.